# Discovery Channel (Reino Unido e Irlanda)
Discovery Channel operada por Discovery Networks Europe produce un canal inglés destinada para el público del Reino Unido e Irlanda. La programación de los canales están basados y producidos por Discovery Networks UK

## Programas
- MythBusters
- American Chopper
- How It's Made
- Deadliest Catch
- Bangla Bangers